# Saint-Hymer

Saint-Hymer este o comună în departamentul Calvados, Franța. În 1 ianuarie 2022 avea o populație de 668 de locuitori.